# Mount Yale
Mount Yale je sedmá nejvyšší hora pohoří Sawatch Range v jižní části Skalnatých hor. Nachází se v Coloradu, v Chaffee County.
Mount Yale je třicátá třetí nejvyšší hora Spojených států a čtyřicátá sedmá nejvyšší hora Severní Ameriky. Je pojmenovaná podle Yaleovy univerzity.